# USS Badoeng Strait (CVE-116)
«Бадунг-Стрейт» (англ. USS Badoeng Strait (CVE-116)) — ескортний авіаносець США часів Другої світової війни типу «Комменсмент Бей».

## Історія створення
Авіаносець «Бадунг-Стрейт» був закладений 18 серпня 1944 року на верфі «Todd Pacific Shipyards» у Такомі під назвою «San Alberto Bay», але 6 листопада 1944 року перейменований на «Бадунг-Стрейт», на честь битви між американо-голландськими та японськими військами в протоці Бадунг (Індонезія) 19-20 лютого 1942 року. Спущений на воду 15 лютого 1945 року, вступив у стрій 14 листопада 1945 року.

## Історія служби
Після вступу у стрій «Бадунг-Стрейт» після нетривалої служби 20 квітня 1946 року був виведений у резерв. У січні 1947 року корабель був виведений з резерву і ніс службу у складі Тихоокеанського флоту США як протичовновий авіаносець.
Під час Корейської війни брав участь у бойових діях у складі 7-го флоту).
Під час першого походу (14.07.1950-07.02.1951) брав участь у підтримці військ на Пусанському плацдармі (08.1950), десантних операціях в Інчхоні (09.1950), Восані (10.1950), прикривав евакуацію з Хиннаму (12.1950).
Під час другого (15.09.1951-01.03.1952) та третього (19.07.1952-27.02.1953) походів здійснював протичовнове патрулювання, завдавав ударів по об'єктах транспортної мережі та каботажному судноплавству, підтримував війська на фронті. За участь у Корейській війні авіаносець був нагороджений 6-ма Бойовими зірками.
Після закінчення війни авіаносець продовжував нести службу у складі Тихоокеанського флоту.
17 травня 1957 року корабель був виведений в резерв. 7 травня 1959 року перекласифікований в авіатранспорт AKV-16.
1 грудня 1970 року авіаносець був виключений зі складу флоту і у 1972 році проданий на злам.